# Habaja
Habaja – miejscowość w Estonii, w prowincji Harju, w gminie Kõue.